# سيمون أندريو
سيمون أندريو (بالإسبانية: Simón Andreu Trobat)‏ هو ممثل إسباني، ولد في 1941 في إسبانيا.

## أعمال

### أفلام
- (2002) مت في يوم آخر[3][4][5]
- (2004)  على حافة المنطق[6]
- (2008)  الأمير قزوين

## وصلات خارجية
- سيمون أندريو على موقع IMDb (الإنجليزية)
- سيمون أندريو على موقع ألو سيني (الفرنسية)
- سيمون أندريو على موقع أول موفي (الإنجليزية)
- سيمون أندريو على موقع قاعدة بيانات الأفلام السويدية (السويدية)
- سيمون أندريو على موقع قاعدة بيانات الفيلم (الإنجليزية)
- سيمون أندريو على موقع كينوبويسك (الروسية)